# Hitachi
Pour les articles homonymes, voir Hitachi (homonymie).
Hitachi, Ltd (株式会社日立製作所, Kabushiki gaisha Hitachi Seisakusho, TSE : 6501, NYSE : HIT), littéralement « Lever de soleil » en japonais, est une entreprise japonaise d'électronique ayant son siège à Chiyoda-ku, Tokyo.

## Histoire

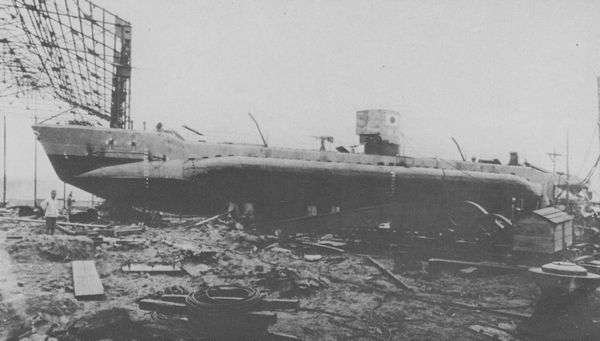
Le sous-marin de transport militaire Yu 1 en construction en 1943 par Hitachi au chantier naval Kasado de Kudamatsu.

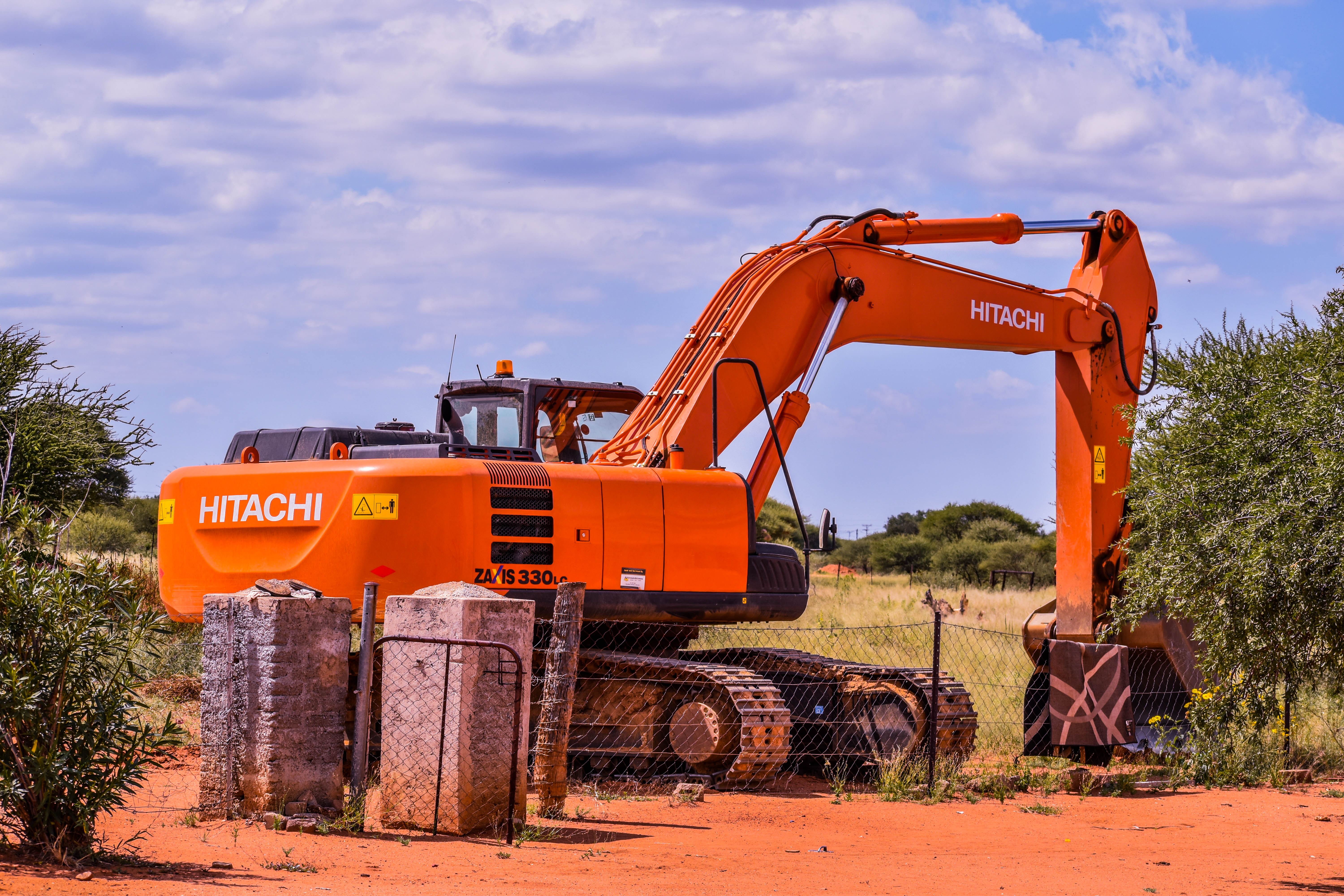
Excavatrice Hitachi Zaxis 330 au Botswana.

Hitachi a été fondée en 1910 par l'ingénieur électricien Namihei Odaira. Le premier produit de la société était un moteur électrique à induction de cinq chevaux, le premier au Japon. Il était initialement développé pour une utilisation dans les mines de cuivre. La société d'Odaira est rapidement devenue le chef de file national dans les moteurs électriques et les infrastructures de l'industrie de l'énergie électrique.
La société commença comme un sous-traitant de la société minière de Fusanosuke Kuhara. Hitachi provient de la superposition de deux caractères kanji : hi qui signifie « soleil » et tachi signifie « se lever ».
Hitachi déplaça son siège à Tokyo en 1918.
Hitachi America a été créée en 1959 et Hitachi Europe en 1982. Comme pour la plupart des grandes entreprises japonaises des années 1990, ses secteurs d'activités sont très variés. Elle produit notamment des puces magnétiques avec polarités inversées, des disques durs, des appareils électroménagers, des ascenseurs, des téléviseurs, des climatisations, des équipements pour les centrales nucléaires, mais aussi des pelleteuses. Hitachi est également actif dans le domaine ferroviaire avec Hitachi Rail.

### Histoire récente

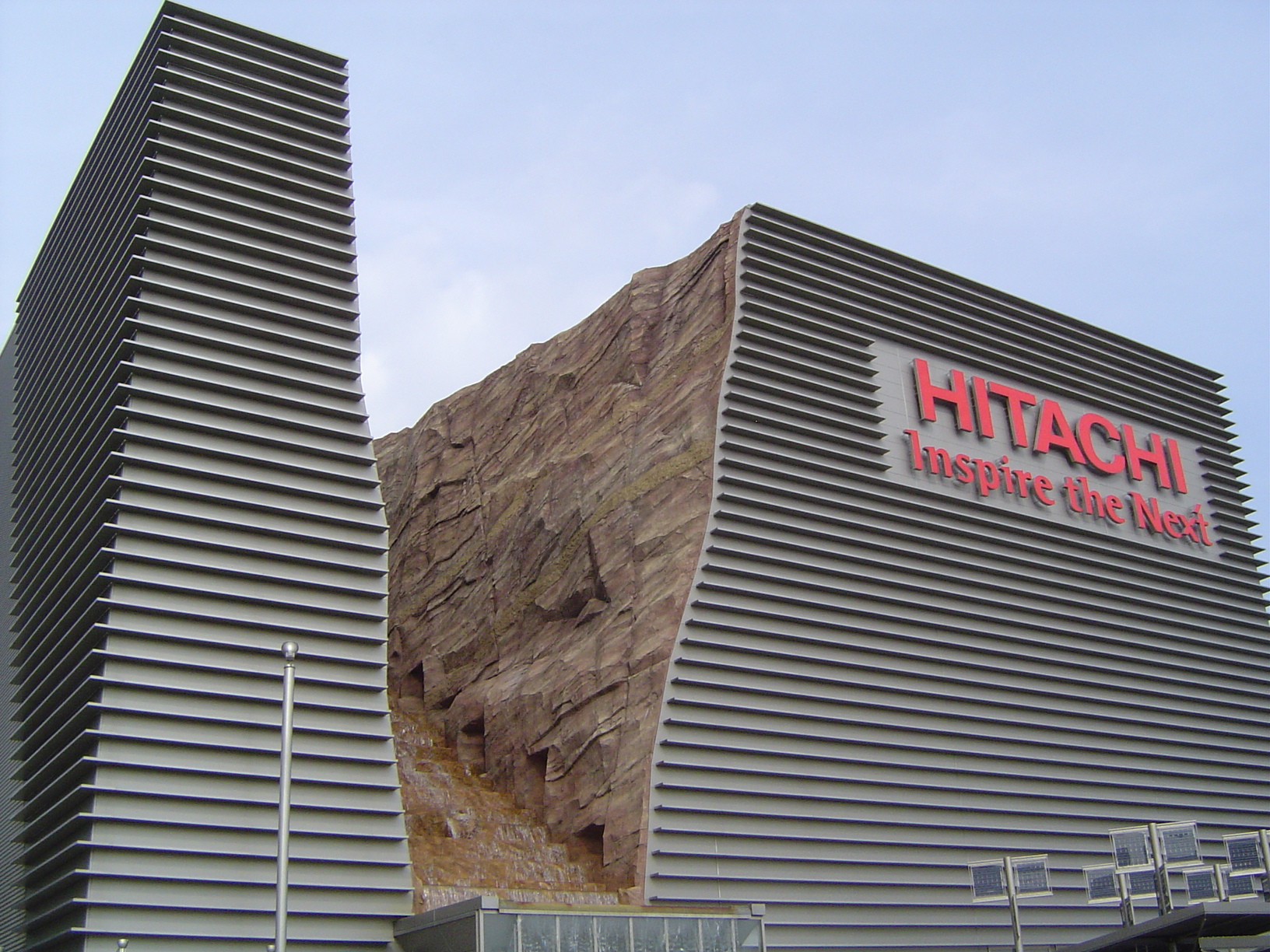
Pavillon du groupe Hitachi (exposition au Japon en 2005).

En 2007, le groupe a racheté le fabricant de matériel haute-fidélité automobile Clarion, étendant ainsi son empire au domaine automobile.
Le 7 mars 2011, Western Digital annonce le rachat des activités de conception et fabrication d'espace de stockage d'Hitachi pour la somme de 4,3 milliards de dollars. Le 31 août 2011, Sony annonce un accord avec Hitachi, Toshiba et INCJ portant sur la mutualisation des moyens de productions de dalles LCD de petites et moyennes tailles sous la forme d'une nouvelle entreprise appelée Japan Display.
Le 29 octobre 2012, Hitachi annonce le rachat de l'entreprise Horizon Nuclear Power (en) appartenant aux entreprises énergétiques E.ON et RWE, pour 696 millions de livres (860 millions d'euros), bouclé le 26 novembre 2012,. Horizon Nuclear Power est une entreprise travaillant sur plusieurs projets de centrales nucléaires au Royaume-Uni, sur le site de la centrale nucléaire d'Oldbury et sur celui de la centrale nucléaire de Wylfa.
Le 29 novembre 2012, Hitachi et Mitsubishi Heavy Industries annoncent la fusion de leurs activités dans la production d'énergie thermique, fusion qui devrait s'achever au début de l'année 2014 ; cette filiale devrait engendrer un chiffre d'affaires de 1,5 milliard de yens, soit 18,3 millions de dollars. Mitsubishi Heavy Industries possèdera 65 % du nouvel ensemble et Hitachi 35 %.
Le 24 février 2015, Hitachi rachète pour 810 millions d'euros les participations de l'italien Finmeccanica dans deux entreprises : 100 % du fabricant de trains Ansaldo Breda, et 40 % de l'équipementier ferroviaire (signalisation) Ansaldo STS. Hitachi devrait par la suite faire une offre de reprise sur l'ensemble des participations de Ansaldo STS pour un coût d'environ 1,86 milliard d'euros. Le nouveau groupe est rebaptisé Hitachi Rail Italy.
En janvier 2015, Johnson Controls et Hitachi Appliances annoncent leur décision de regrouper leurs activités mondiales de climatisation pour créer une société conjointe contrôlée à 60 % par Johnson Controls, et qui possédera les activités mondiales de climatisation de Hitachi. Hitachi Appliances représente plus de 300 milliards de yens de chiffre d'affaires (environ 2,6 milliards de dollars) pour son activité de climatisation.
En janvier 2017, Hitachi annonce la vente Hitachi Koki, filiale spécialisée dans les outils électriques de bricolages, au fond KKR, pour 1,3 milliard de dollars.
En avril 2017, Hitachi annonce l'acquisition des activités américaines et asiatiques de Sullair pour 1,13 milliard d'euros à Accudyne Industries.
En octobre 2018, Faurecia annonce l'acquisition de Clarion, filiale d'Hitachi, pour 1,3 milliard de dollars.
En décembre 2018, ABB annonce céder une participation de 80 % de son activité dans les réseaux électriques à Hitachi pour 7,7 milliards de dollars,.
En octobre 2019, Hitachi fusionne sa filiale Hitachi Automotive Systems avec Keihin, Showa Corporation et Nissin Kogyo, trois entreprises détenus au moins en partie par Honda, à la suite de cette opération Hitachi possèdera 66 % et Honda 33% du nouvel ensemble, appelé Hitachi Astemo. En décembre 2019, Hitachi annonce la vente d'une participation de 51 % dans sa filiale spécialisée dans la chimie, notamment de matériaux pour l'industrie électronique, à Showa Denko pour environ 4,5 milliards de dollars d'imagerie médicale. En parallèle, Hitachi annonce la vente de sa filiale spécialisée dans l'imagerie médicale à Fujifilm pour 1,7 milliard de dollars.
En décembre 2020, Hitachi annonce la cession au printemps 2021 de 60 % des parts de son activité électroménager à l'international au turc Arçelik, pour environ 300 millions de dollars. Hors Japon, Hitachi vend ses produits électroménagers principalement en Asie du Sud-Est et au Moyen-Orient. Avec cette alliance, la co-entreprise compte renforcer son activité électroménager en Europe, en Afrique et dans le sous-continent indien.
En mars 2021, Hitachi annonce l'acquisition de GlobalLogic, une entreprise américaine de logiciel ayant 20 000 salariés, pour 9,6 milliards de dollars, reprise de dettes comprise. En avril 2021, Hitachi annonce la vente de sa participation de 53 % dans sa filiale Hitachi Metals, acquit par un consortium mené par le fonds d'investissement Bain Capital rachetant l'intégralité d'Hitachi Metals pour 7,5 milliards de dollars. L'entité est renommée Proterial (ja) en 2023.
En janvier 2022, Hitachi annonce la vente de la moitié de sa participation de 51 % dans Hitachi Construction Machinery pour 1,7 milliard de dollars. Sur le total, 26 % seront vendus à une coentreprise entre la maison de commerce Itochu Corp. et le fonds d'investissement Japan Industrial Partners Inc. En avril 2022, Hitachi annonce la vente d'une participation de 40 % dans Hitachi Transport System au fonds d'investissement KKR, pour 1,6 milliard de dollars ne gardant qu'une participation de 10 % dans Hitachi Transport System.

## Actionnaires
Liste des principaux actionnaires au 8 octobre 2019.
| Asset Management One                    | 4,47 % |
| Sumitomo Mitsui Trust Asset Management  | 3,38 % |
| Hitachi (plan d'épargne)                | 2,14 % |
| Nippon Life Insurance                   | 1,93 % |
| Nikko Asset Management                  | 1,65 % |
| Dai-ichi Life Holdings                  | 1,34 % |
| Mitsubishi UFJ Kokusai Asset Management | 0,73 % |
| Earnest Partners                        | 0,37 % |
| Asset Management One International      | 0,15 % |
| Dai Ichi Life Insurance Pension Fund    | 0,14 % |

## Sites de production en Europe
Hitachi possède une usine à Roßwein en Allemagne qui produit des pompes à injection pour l'automobile.
En 2009, Hitachi ferme son usine d'assemblage de téléviseurs LCD en Tchéquie ouverte en octobre 2007. 800 salariés ont perdu leur emploi.
En août 2016, Hitachi annonce la fermeture de son usine d'Ardon (Loiret) ; l'usine produisait des baies de stockage informatique. La production s'est arrêtée en décembre 2016.
En juin 2020, Hitachi Construction Machinery Europe annonce la fermeture de son usine de Oosterhout aux Pays-Bas qui produit des mini-pelles. 115 emplois sont menacés, une partie de l'activité devrait être transférée sur le site d'Amsterdam.

## Affaires judiciaires
En janvier 2016, Hitachi écope avec Mitsubishi Electric d'une amende sur décision de la Commission européenne, pour avoir formé un cartel violant les règles de concurrence. En août 2019, le groupe, accusé de pratiques anticoncurrentielles aux États-Unis, annonce avoir conclu un accord avec la justice américaine. Le groupe avait déjà été mis en cause en 2013 dans une affaire similaire, impliquant plusieurs firmes japonaises.